# توگای (شهرستان بلاگووشچنسکی، باشقیرستان)
توگای (انگلیسی: Tugay, Blagoveshchensky District, Republic of Bashkortostan) یک شهرک در شهرستان بلاگووشچنسکی باشقیرستان کشور روسیه است.